# Oxford East (circonscription du Parlement britannique)
Circonscription parlementaire de la Chambre des communes
La circonscription d'Oxford East est une circonscription parlementaire britannique située dans l'Oxfordshire, et représentée à la Chambre des communes du Parlement britannique depuis 2017 par Anneliese Dodds du Labour Co-op.

## Members of Parliament
| Élection | Élection | Membre          | Membre | Parti        |
| -------- | -------- | --------------- | ------ | ------------ |
|          | 1983     | Steven Norris   |        | Conservateur |
|          | 1987     | Andrew Smith    |        | Travailliste |
|          | 2017     | Anneliese Dodds |        | Labour Co-op |

## Élections

### Élections dans les années 2010

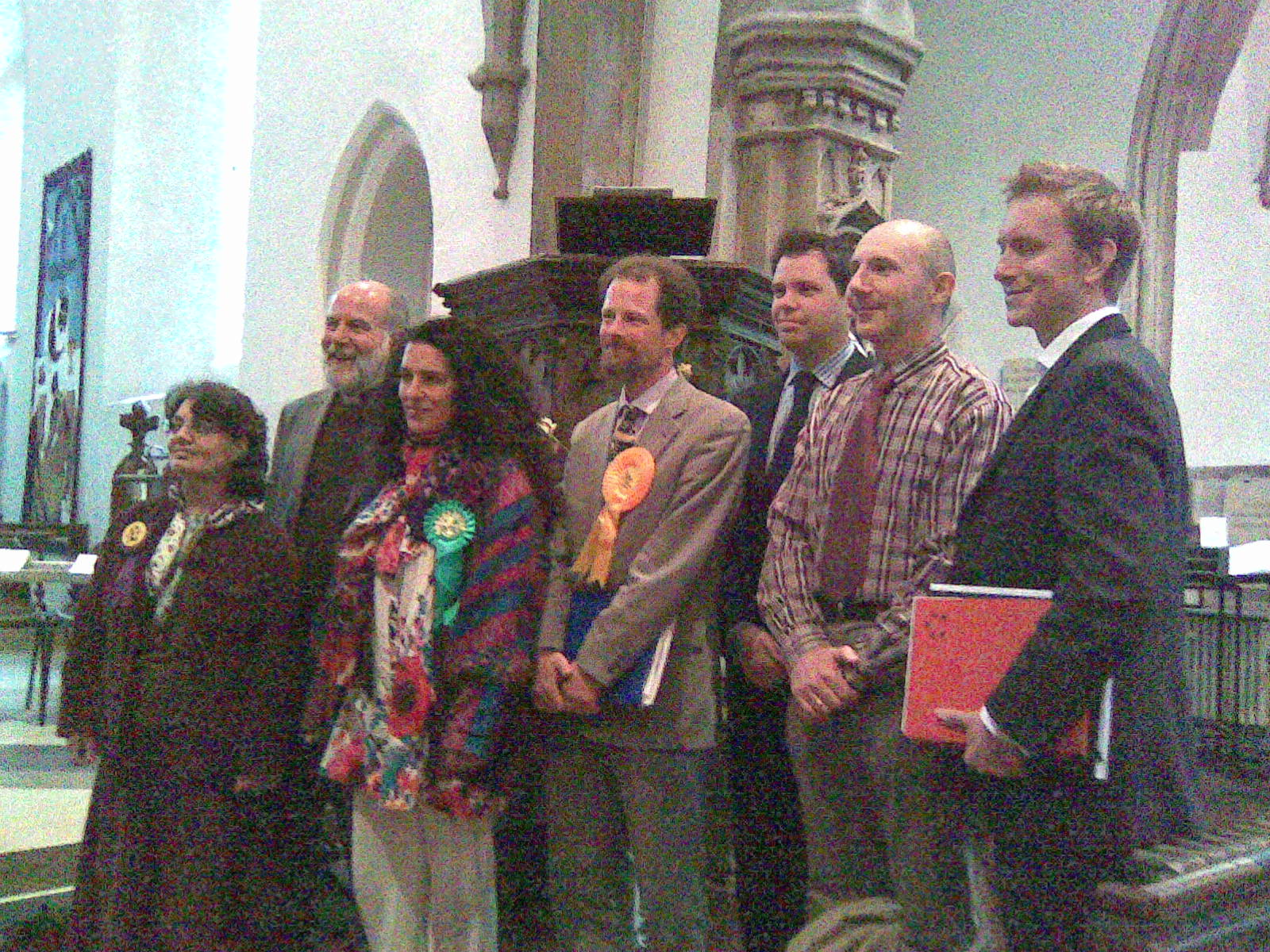
Candidats aux élections parlementaire d'Oxford East en 2010 (Andrew Smith représenté par un collègue) avec le président hustings et le révérend Bob Wilkes

| Parti         | Parti                | Candidat             | Voix   | %    | ±      |
| ------------- | -------------------- | -------------------- | ------ | ---- | ------ |
|               | Labour Co-op         | Anneliese Dodds      | 28,135 | 57,0 | 8.2    |
|               | Conservateur         | Louise Staite        | 10,303 | 20,9 | 1.1    |
|               | Libéral Démocrate    | Alistair Fernie      | 6,884  | 13,9 | 4.8    |
|               | Green                | David Williams       | 2,392  | 4,8  | 1.5    |
|               | Brexit               | Roger Carter         | 1,146  | 2,3  | Stable |
|               | Indépendant          | David Henwood        | 238    | 0,5  | Stable |
|               | Indépendant          | Chaka Artwell        | 143    | 0,3  | 0.2    |
|               | Indépendant          | Phil Taylor          | 118    | 0,2  | Stable |
| Majorité      | Majorité             | Majorité             | 17,832 | 36,1 | 7.1    |
| Participation | Participation        | Participation        | 49,340 | 63,3 | 5.5    |
|               | Labour Co-op retenir | Labour Co-op retenir | Swing  | 3.6  |        |

| Parti         | Parti                | Candidat             | Voix   | %    | ±    |
| ------------- | -------------------- | -------------------- | ------ | ---- | ---- |
|               | Labour Co-op         | Anneliese Dodds      | 35,118 | 65,2 | 15.1 |
|               | Conservateur         | Suzanne Bartington   | 11,834 | 22,0 | 2.1  |
|               | Libéral Démocrate    | Kirsten Johnson      | 4,904  | 9,1  | 1.7  |
|               | Green                | Larry Sanders        | 1,785  | 3,3  | 8.3  |
|               | Indépendant          | Chaka Artwell        | 255    | 0,5  | 0.2  |
| Majorité      | Majorité             | Majorité             | 23,284 | 43,2 | 13.2 |
| Participation | Participation        | Participation        | 53,896 | 68,8 | 4.6  |
|               | Labour Co-op retenir | Labour Co-op retenir | Swing  | 6.5  |      |

| Parti         | Parti                | Candidat             | Voix   | %    | ±     |
| ------------- | -------------------- | -------------------- | ------ | ---- | ----- |
|               | Travailliste         | Andrew Smith         | 25,356 | 50,0 | +7.5  |
|               | Conservateur         | Melanie Magee        | 10,076 | 19,9 | +1.0  |
|               | Green                | Ann Duncan           | 5,890  | 11,6 | +9.2  |
|               | Libéral Démocrate    | Alasdair Murray      | 5,453  | 10,8 | −22.8 |
|               | UKIP                 | Ian Macdonald        | 3,451  | 6,8  | +4.5  |
|               | Indépendant          | Chaka Artwell        | 160    | 0,3  | +0.3  |
|               | Monster Raving Loony | Mad Hatter           | 145    | 0,3  | +0.3  |
|               | TUSC                 | James Morbin         | 108    | 0,2  | +0.2  |
|               | Socialiste (GB)      | Kevin Parkin         | 50     | 0,1  | +0.1  |
| Majorité      | Majorité             | Majorité             | 15,280 | 30,1 | +21.2 |
| Participation | Participation        | Participation        | 50,689 | 64,2 | +1.1  |
|               | Travailliste retenir | Travailliste retenir | Swing  |      |       |

| Parti         | Parti                    | Candidat             | Voix   | %     | ±    |
| ------------- | ------------------------ | -------------------- | ------ | ----- | ---- |
|               | Travailliste             | Andrew Smith         | 21,938 | 42,5  | +6.5 |
|               | Libéral Démocrate        | Steve Goddard        | 17,357 | 33,6  | −1.6 |
|               | Conservateur             | Ed Argar             | 9,727  | 18,8  | +1.5 |
|               | Green                    | Sushila Dhall        | 1,238  | 2,4   | −2.1 |
|               | UKIP                     | Julia Gasper         | 1,202  | 2,3   | +0.6 |
|               | Socialist Equality       | David O'Sullivan     | 116    | 0,2   | N/A  |
|               | Equal Parenting Alliance | Roger Crawford       | 73     | 0,1   | N/A  |
| Majorité      | Majorité                 | Majorité             | 4,581  | 8,9   | +6.6 |
| Participation | Participation            | Participation        | 51,651 | 63,1  | +5.6 |
|               | Travailliste retenir     | Travailliste retenir | Swing  | +2.45 |      |

### Élections dans les années 2000
| Parti         | Parti                     | Candidat                | Voix   | %     | ±     |
| ------------- | ------------------------- | ----------------------- | ------ | ----- | ----- |
|               | Travailliste              | Andrew Smith            | 15,405 | 36,9  | −12.5 |
|               | Libéral Démocrate         | Steve Goddard           | 14,442 | 34,6  | +11.2 |
|               | Conservateur              | Virginia Morris         | 6,992  | 16,7  | −2.0  |
|               | Green                     | Larry Sanders           | 1,813  | 4,3   | +0.5  |
|               | Independent ('New Loony') | Honest Blair            | 1,485  | 3,6   | N/A   |
|               | Ind. Working Class        | Maurice Leen            | 892    | 2,1   | N/A   |
|               | UKIP                      | Peter Gardner           | 715    | 1,7   | +0.3  |
|               | Indépendant               | Pathmanathan Mylvaganam | 46     | 0,1   | −0.1  |
| Majorité      | Majorité                  | Majorité                | 963    | 2,3   | -23.7 |
| Participation | Participation             | Participation           | 41,790 | 57,9  | +2.1  |
|               | Travailliste retenir      | Travailliste retenir    | Swing  | −11.8 |       |

| Parti         | Parti                   | Candidat                | Voix   | %    | ±     |
| ------------- | ----------------------- | ----------------------- | ------ | ---- | ----- |
|               | Travailliste            | Andrew Smith            | 19,681 | 49,4 | −7.4  |
|               | Libéral Démocrate       | Steve Goddard           | 9,337  | 23,4 | +8.7  |
|               | Conservateur            | Cheryl Potter           | 7,446  | 18,7 | −3.3  |
|               | Green                   | Pritam Singh            | 1,501  | 3,8  | +1.7  |
|               | Socialiste Alliance     | John Lister             | 708    | 1,8  | N/A   |
|               | UKIP                    | Peter Gardner           | 570    | 1,4  | +0.9  |
|               | Socialiste Travailliste | Fahim Ahmed             | 274    | 0,7  | N/A   |
|               | ProLife Alliance        | Linda Hodge             | 254    | 0,6  | −0.1  |
|               | Indépendant             | Pathmanathan Mylvaganam | 77     | 0,2  | 0.0   |
| Majorité      | Majorité                | Majorité                | 10,344 | 26,0 | -8.8  |
| Participation | Participation           | Participation           | 39,848 | 55,8 | −12.6 |
|               | Travailliste retenir    | Travailliste retenir    | Swing  |      |       |

### Élections dans les années 1990
| Parti         | Parti                               | Candidat                | Voix   | %    | ±     |
| ------------- | ----------------------------------- | ----------------------- | ------ | ---- | ----- |
|               | Travailliste                        | Andrew Smith            | 27,205 | 56,8 | +6.6  |
|               | Conservateur                        | Jonathan Djanogly       | 10,540 | 22,0 | −11.5 |
|               | Libéral Démocrate                   | George Kershaw          | 7,038  | 14,7 | +0.7  |
|               | Référendum                          | John Young              | 1,391  | 2,9  | N/A   |
|               | Green                               | Craig Simmons           | 975    | 2,0  | +0.0  |
|               | ProLife Alliance                    | David Harper-Jones      | 318    | 0,7  | N/A   |
|               | UKIP                                | Peter Gardner           | 234    | 0,5  | N/A   |
|               | Natural Law                         | John Thompson           | 108    | 0,2  | N/A   |
|               | Independent Anti-majority Democracy | Pathmanathan Mylvaganam | 68     | 0,2  | N/A   |
| Majorité      | Majorité                            | Majorité                | 16,665 | 34,8 | +18.1 |
| Participation | Participation                       | Participation           | 47,877 | 68,4 | -5.8  |
|               | Travailliste retenir                | Travailliste retenir    | Swing  | +9.1 |       |

| Parti         | Parti                      | Candidat             | Voix   | %    | ±     |
| ------------- | -------------------------- | -------------------- | ------ | ---- | ----- |
|               | Travailliste               | Andrew Smith         | 23,702 | 50,4 | +7.4  |
|               | Conservateur               | Mark Mayall          | 16,164 | 34,3 | −6.1  |
|               | Libéral Démocrate          | Martin Horwood       | 6,105  | 13,0 | −2.6  |
|               | Green                      | Caroline Lucas       | 933    | 2,0  | +1.1  |
|               | Natural Law                | Ann Wilson           | 101    | 0,2  | N/A   |
|               | Révolutionnaire Communiste | Keith Thompson       | 48     | 0,1  | N/A   |
| Majorité      | Majorité                   | Majorité             | 7,538  | 16,1 | +13.5 |
| Participation | Participation              | Participation        | 47,053 | 74,6 | −4.3  |
|               | Travailliste retenir       | Travailliste retenir | Swing  | +6.8 |       |

### Élections dans les années 1980
| Parti         | Parti                                   | Candidat                                | Voix   | %    | ±    |
| ------------- | --------------------------------------- | --------------------------------------- | ------ | ---- | ---- |
|               | Travailliste                            | Andrew Smith                            | 21,103 | 43,0 | +5.7 |
|               | Conservateur                            | Steven Norris                           | 19,815 | 40,4 | +0.4 |
|               | Liberal                                 | Margaret Godden                         | 7,648  | 15,6 | −7.1 |
|               | Green                                   | Dave Dalton                             | 441    | 0,9  | N/A  |
|               | Indépendant                             | Pathmanathan Mylvaganam                 | 60     | 0,1  | N/A  |
| Majorité      | Majorité                                | Majorité                                | 1,288  | 2,6  | −0.1 |
| Participation | Participation                           | Participation                           | 49,067 | 78,9 | +5.0 |
|               | Travailliste vainqueur sur Conservateur | Travailliste vainqueur sur Conservateur | Swing  | +2.7 |      |

| Parti         | Parti                                  | Candidat        | Voix   | %    | ±   |
| ------------- | -------------------------------------- | --------------- | ------ | ---- | --- |
|               | Conservateur                           | Steven Norris   | 18,808 | 40,0 | N/A |
|               | Travailliste                           | Andrew Smith    | 17,541 | 37,3 | N/A |
|               | Liberal                                | Margaret Godden | 10,690 | 22,7 | N/A |
| Majorité      | Majorité                               | Majorité        | 1,267  | 2,7  | N/A |
| Participation | Participation                          | Participation   | 47,039 | 73,9 | N/A |
|               | Conservateur vainqueur (nouveau siège) |                 |        |      |     |